# ليلي كراوس
ليلي كراوس ((بالإنجليزية: Lili Kraus)‏( 3 أبريل 1903 - 6 نوفمبر 1986) هي عازفة بيانو ولدت في المجر.

## حياتها
ولدت ليلي كراوس في بودابست 1903. والدها من الأراضي التشيكية ، وأمها من عائلة يهودية مجرية مندمجة. التحقت بأكاديمية فرانز ليزت للموسيقى ، وفي سن 17 دخلت معهد بودابست الموسيقي حيث درست مع زولتان كودالي وبيلا بارتوك. في الثلاثينيات من القرن الماضي ، واصلت دراستها مع سيفيرين أيزنبرغر وإدوارد شتيورمان في فيينا وأرتور شنابل في برلين ، الذين ركزوا اهتمامها على التقليد الكلاسيكي.
سرعان ما أصبحت ليلي كراوس معروفة كمتخصصة في موتسارت وبيتهوفن. ساعدت عروضها الموسيقية المبكرة في الحجرة وتسجيلها مع عازف الكمان شيمون غولدبرغ في الحصول على الإشادة النقدية التي أطلقت مسيرتها المهنية الدولية. في الثلاثينيات ، قامت بجولة في أوروبا واليابان وأستراليا وجنوب إفريقيا. في 1940 ، شرعت كراوس في جولة في آسيا حيث تم القبض عليها وعائلتها أثناء وجودها في جاوة واحتجزوها في معسكر اعتقال من قبل اليابانيين من يونيو 1943 حتى أغسطس 1945.
بعد الحرب ، استقرت في نيوزيلندا ، حيث أمضت سنوات سعيدة في اللعب والأداء والتدريس. أصبحت مواطنة نيوزيلندية واستأنفت حياتها المهنية ، حيث قامت بالتدريس والتجول على نطاق واسع. في أوائل الخمسينيات من القرن الماضي ، قامت بأداء دورة سوناتا بيتهوفن بأكملها مع عازف الكمان هنري تيميانكا. من 1967 إلى 1983 ، درست كفنانة مقيمة في جامعة تكساس المسيحية في فورت وورث.
في عام 1982 ، عملت في لجنة تحكيم مسابقة Paloma O'Shea Santander الدولية للبيانو. بعد ذلك ، عادت إلى منزلها في أشفيل بولاية نورث كارولينا ، حيث توفيت في 1986.
كان زوج كراوس هو أوتو ماندل (1889-1956) ، وهو يهودي ثري (تحول فيما بعد إلى الكاثوليكية) مهندس وفيلسوف تعدين. تزوجا في 31 أكتوبر 1930 وباع ماندل شركته ليكرس نفسه لتعزيز مسيرة كراوس المهنية. كان للزوجين طفلان ، روث ومايكل.